# Saíra-carijó
Saíra-carijó (nome científico: Ixothraupis varia) é uma espécie de ave passeriforme da família Thraupidae.
É encontrada no Brasil, na Guiana Francesa, no Suriname e na Venezuela. Os seus habitats naturais são: florestas subtropicais ou tropicais húmidas de baixa altitude e florestas secundárias altamente degradadas.